# Charles Hartshorne
Charles Hartshorne (Kittanning, 5 giugno 1897 – Austin, 10 ottobre 2000) è stato un filosofo statunitense, noto per il suo panenteismo, nonché per aver ripreso e rielaborato la visione teologica di Alfred North Whitehead.
Era fratello del geografo Richard Hartshorne. Morì alla ragguardevole età di 103 anni.